# Alberto Manzanares Abecasis
Alberto Manzanares Abecasis (Ayamonte, Espanha, 1915 - Lisboa, 2004) foi um engenheiro civil e professor universitário português.
Licenciado em Engenharia Civil pelo Instituto Superior Técnico, com formação na Escola de Engenharia de Pádua em Itália e na Escola Politécnica Federal de Zurique na Suíça. Recebeu o título de doutor honoris causa pela Universidade Federal do Rio de Janeiro. 
Foi professor do Instituto Superior Técnico de Lisboa em cadeiras relacionadas com hidráulica. Foi engenheiro da Companhia das Águas de Lisboa, fundador e director da Hidrotécnica Portuguesa. Desenvolveu inúmeros trabalhos, estudos, projectos em Portugal e nas ex-colónias. Publicou Escoamento em Superfície Livre (1947), Aproveitamentos Hidráulicos (1958).

## Dados pessoais
Alberto Vicente Virgínio João Abecassis Manzanares, oficialmente identificado por Alberto Abecassis Manzanares.
Nascido a 27 de Maio de 1915, em Ayamonte, Huelva, Espanha. Filho de Fernando Abecassis, nascido a 4 de Agosto de 1889, licenciado em letras, membro do corpo consular de Portugal, e de Maria Manuela Manzanares Yñiguez de Valdeosera, nascida a 12 de Abril de 1894. 
Engenheiro Civil pelo Instituto Superior Técnico da Universidade Técnica de Lisboa em 1937.
Engenheiro, de 1937 a 1948, na Administração-Geral dos Serviços Hidráulicos e Eléctricos, mais tarde Direcção-Geral dos Serviços Hidráulicos, onde foi Chefe da Secção de Estudos de Hidráulica Fluvial e, depois, Chefe da Repartição de Construção da Direcção dos Serviços Fluviais.
Colaborador da Companhia das Águas de Lisboa, posteriormente EPAL, a partir de 1 de Novembro de 1934, como calculador, ainda aluno, e sucessivamente como engenheiro do quadro e consultor até 30 de Setembro de 1988.
Engenheiro em regime de profissão liberal, como consultor independente, de 1949 a 1952, e depois no Gabinete de Estudos e Projectos Prof. Eng. Alberto Abecassis Manzanares e na Hidrotécnica Portuguesa, Consultores para Estudos e Projectos (HP), de que foi sócio fundador, em 1957, e de que se manteve à frente até 1996.
Professor catedrático de Hidráulica do Instituto Superior Técnico, com posse a 1 de Maio de 1948 e aposentação em 1985.

## Formação universitária
- Engenheiro Civil, pelo Instituto Superior Técnico, com média de 16,0 valores (Agosto de 1937).
- Bolseiro do Instituto para a Alta Cultura, fora do país (Outubro de 1938 a 31 de Maio de 1940).
- Frequência e aprovação no curso de aperfeiçoamento em Hidráulica do Instituto de Hidráulica da Universidade de Pádua (dirigido pelo Professor Ettore Scimemi), com as classificações de 98,7 em 100, na média das cadeiras, e de 100 em 100, no exame final (Agosto de 1939).
- Assistente voluntário do Laboratório de Hidráulica anexo à Escola Politécnica Federal, de Zurique, dirigido pelo Professpr Eugène Meyer-Peter, no qual desenvolveu estreita colaboração com o então Assistente Charles Jaeger (Novembro de 1939 a fim de Maio de 1940). [1]

## Atividade Profissional relevante em Engenharia Hidráulica
- Plano de Abastecimento de água para a região de Lisboa;
- Aproveitamento hidroelétrico do Alvito;
- Plano Geral do Zambeze;
- Aproveitamento de Cahora Bassa;
- Planos gerais de bacias hidrográficas e de regiões em Portugal;